# San Cipriano (Argentina)
San Cipriano es una comuna de 1ª categoría del distrito Molino del departamento Uruguay en la provincia de Entre Ríos, República Argentina. El pequeño poblado de Colonia San Cipriano (32°20′30.57″S 58°21′5.28″O / -32.3418250, -58.3514667) no ha sido reconocido estadísticamente como localidad censal, pero el Gobierno provincial ha establecido su planta urbana.

## Generalidades
La población de la jurisdicción de la junta de gobierno es rural dispersa y era de 748 personas según el censo de octubre de 2010, de los cuales 423 eran varones. En el censo de 2001 registró 654 habitantes.
Su jurisdicción limita al este y al sureste con el ejido de Concepción del Uruguay, al noreste el arroyo Urquiza es el límite con el departamento Colón, al norte y al sudoeste limita con áreas sin gobierno local y al este con el ejido del municipio de Pronunciamiento. La autovía nacional 14 se halla en su límite este, desde donde un camino de ripio de 10 km permite el acceso al poblado de San Cipriano. Un camino de 8 km comunica hacia el este con Pronunciamiento y otro hacia el sur de 16 km con el acceso principal a Concepción del Uruguay. Por el norte la jurisdicción es atravesada por el arroyo de las Achiras y por el sur por el arroyo Colman. La principal actividad económica del área es la cría de pollos para los frigoríficos de Concepción del Uruguay. La población cuenta con la capilla Nuestra Señora de Lourdes dependiente de la parroquia católica de Nuestra Señora de los Dolores en Villa San Justo.

## Historia
La colonia agrícola San Cipriano, de 1050 hectáreas, fue fundada en 1900 por Cipriano de Urquiza Costa, el hijo menor del general Justo José de Urquiza. Se toma como fecha de fundación la de aprobación del plano de la colonia por el agrimensor Juan Leo del Departamento Topográfico provincial el 17 de julio de 1900.
El centro rural de población fue creado por decreto 4643/1986 MGJE de 6 de octubre de 1986 estableciéndose sus límites jurisdiccionales por decreto 2134/1988 MGJE de 3 de mayo de 1988, siendo ampliado por decreto 1517/2000 MGJE de 17 de abril de 2000. La planta urbana fue fijada por decreto 3867/1997 MGJE de 24 de octubre de 1997.
Desde 2003 la junta de gobierno de San Cipriano pasó a ser electiva luego de la reforma de la ley n.º 7555 de Juntas de Gobierno, correspondiéndole 1 presidente, 7 vocales titulares, y 3 vocales suplentes, por períodos de 4 años. Se utiliza el circuito electoral 167-San Cipriano.

## Comuna
La reforma de la Constitución de la Provincia de Entre Ríos que entró en vigencia el 1 de noviembre de 2008 dispuso la creación de las comunas, lo que fue reglamentado por la Ley de Comunas n.º 10644, sancionada el 28 de noviembre de 2018 y promulgada el 14 de diciembre de 2018. La ley dispuso que todo centro de población estable que en una superficie de al menos 75 km² contenga entre 700 y 1500 habitantes, constituye una comuna de 1ª categoría. La Ley de Comunas fue reglamentada por el Poder Ejecutivo provincial mediante el decreto 110/2019 de 12 de febrero de 2019, que declaró el reconocimiento ad referéndum del Poder Legislativo de 34 comunas de 1ª categoría con efecto a partir del 11 de diciembre de 2019, entre las cuales se halla San Cipriano. La comuna está gobernada por un departamento ejecutivo y por un consejo comunal de 8 miembros, cuyo presidente es a la vez el presidente comunal. Sus primeras autoridades fueron elegidas en las elecciones de 9 de junio de 2019.